# Vlažni zemni gas
Vlažni ili bogati zemni gas se naziva zemni gas koji sadrži veću količinu propana i butan.
Obično se javlja u bušotinama u kojima se zemni gas nalazi zajedno sa naftom. U takvim bušotinama, zemni gas obično ima veći sadržaj etana (do 10%), propana (do 7%) i butana (do 7%).
Za razliku od vlažnog, postoji i suvi zemni gas.